# Scaptodrosophila coniura
Scaptodrosophila coniura är en tvåvingeart som först beskrevs av Toyohi Okada 1988.  Scaptodrosophila coniura ingår i släktet Scaptodrosophila och familjen daggflugor.
Artens utbredningsområde är Sri Lanka. Inga underarter finns listade i Catalogue of Life.